# 汇总运动
汇总运动（西班牙語：Movimiento Sumar，缩写为SMR）是西班牙的一个左翼政党。2022年3月28日，它作为协会成立。2023年5月31日，在西班牙内政部登记为政党。从那时起，玛尔塔·洛伊斯担任该党的主席。2023年6月9日，该党与联合左翼等左翼政党组成选举联盟“汇总”，以应对2023年西班牙大选。